# Bill Marolt
William Charles Marolt, detto Bill (Aspen, 1º settembre 1943), è un ex sciatore alpino, allenatore di sci alpino e dirigente sportivo statunitense.

## Biografia

### Carriera sciistica
Sciatore polivalente fratello di Max, a sua volta sciatore alpino, Bill Marolt debuttò in campo internazionale in occasione della Roch Cup 1961 (Aspen, 24-26 febbraio), dove si classificò 7º nella discesa libera, 2º nello slalom gigante, 5º nello slalom speciale e 4º nella combinata. L'anno dopo entrò nella nazionale statunitense; ai Mondiali di Chamonix 1962 (10-18 febbraio), sua prima presenza iridata, si piazzò 24º nella discesa libera e 19º nello slalom gigante e nello stesso anno vinse la discesa libera, lo slalom gigante e la combinata della Roch Cup (Aspen, 2-4 marzo), dove fu anche 2º nello slalom speciale. Nel 1963 si classificò 2º nella combinata delle Vail Trophy Races (Vail, 9-10 febbraio) e 3º nello slalom speciale e nella combinata della Harriman Cup (Sun Valley, 29-31 marzo).

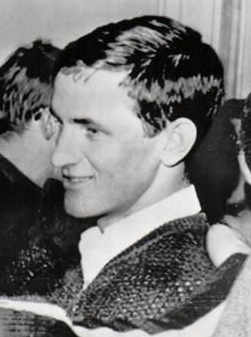
Bill Marolt nel 1964

Ai IX Giochi olimpici invernali di Innsbruck 1964, sua unica presenza olimpica, si piazzò 12º nello slalom gigante del 2 febbraio, l'unica gara nella quale prese il via; nel prosieguo della stagione fu 3º nello slalom speciale del Bud Werner Memorial (Sugar Bowl, 25-26 aprile) e in quella successiva si classificò 2º nella discesa libera della Roch Cup (Aspen, 29-31 gennaio 1965). Ai Mondiali di Portillo 1966 (5-14 agosto), sua ultima presenza iridata, si piazzò 25º nella discesa libera
e non completò lo slalom gigante e lo slalom speciale.
Marolt partecipò alle prime due stagioni del circuito di Coppa del Mondo, 1966-1967 e 1967-1968: esordì il 10 marzo 1967 a Franconia in discesa libera (19º), conquistò il miglior risultato il 15 marzo 1968 ad Aspen in slalom speciale (10º) e prese per l'ultima volta il via il 29 marzo seguente a Rossland nella medesima specialità, senza completare quella che sarebbe rimasta l'ultima gara della sua carriera agonistica.

### Carriera da allenatore e dirigente
Dopo il ritiro Marolt divenne allenatore di sci alpino, prima nei quadri della University of Colorado (1969-1978), poi in quelli della nazionale statunitense (1979-1984) per poi tornare come direttore sportivo alla sua università. Nel 1996 divenne presidente e direttore generale della Federazione sciistica degli Stati Uniti; lasciò l'incarico a Tiger Shaw nel 2014.

## Palmarès

### Classiche
Roch Cup
- 3 vittorie (discesa libera, slalom gigante, combinata ad Aspen 1962)

### Campionati statunitensi
- 7 medaglie (dati parziali):
  - 3 ori (discesa libera nel 1963[14][16]; slalom speciale nel 1964[1][14][17]; slalom gigante nel 1965[14][18])
  - 2 argenti (dati parziali: discesa libera nel 1962[19]; slalom gigante nel 1966[20])
  - 2 bronzi (dati parziali: combinata nel 1964[17]; discesa libera nel 1965[18])

### Campionati statunitensi juniores
- 3 ori (dati parziali: discesa libera, slalom gigante nel 1958; discesa libera nel 1961)[1]

## Riconoscimenti
- United States National Ski Hall of Fame (1993)[1]
- Colorado Sports Hall of Fame (2002)[14]